# Acacia ulicina
Acacia ulicina é uma espécie de leguminosa do gênero Acacia, pertencente à família Fabaceae.